# Leandro Montera da Silva
Leandro Montera da Silva, noto semplicemente come Leandro (San Paolo, 12 febbraio 1985), è un ex calciatore brasiliano, di ruolo attaccante.

## Carriera
Formatosi nel Corinthians e nel Nacional, dopo un breve passaggio al São Paulo, nel 2005 si trasferisce in Giappone per giocare nell'Omiya Ardija che lascerà l'anno seguente per militare nel Montedio Yamagata. Nel 2007 passa al Vissel Kobe, società che lascerà due anni dopo per giocare nel Gamba Osaka. Nel 2009 viene ingaggiato dai qatarioti dell'Al-Sadd, società con cui vince l'AFC Champions League 2011. Nel 2011 passa in prestito ad un'altra società del Qatar, l'Al-Rayyan. L'anno dopo ritorna, sempre in prestito, al Gamba Osaka.

## Palmarès

### Individuale
- Capocannoniere della Coppa J. League: 1

2014 (6 gol, a pari merito con Cristiano)